# バックキングカム宮殿
『バックキングカム宮殿』（バックキングカムきゅうでん・Back King Come Palace）は、2016年10月9日から2018年3月31日まで静岡第一テレビで放送されていたバラエティ番組。

## 概要
「世の中のすべての事には裏がある」をテーマに、静岡県内の裏情報や都市伝説を紹介するバラエティ番組。静岡第一テレビにとっては、1979年の開局以来初となる自社単独制作の深夜バラエティ番組でもある。
放送時間は日曜未明（土曜深夜）0:55 - 1:25。視聴率は深夜にしては好調だったが、予算切れの為、1クールで一旦打ち切りとなった（最終回のエンディングのスタッフの発言より）。
2017年1月10日深夜25:34より再放送がスタートされ、同年2月24日より、動画配信サービス『hulu』での配信がスタートした。
2017年4月29日より13:30-14:25の月一回ペースでの放送が再開（原則最終土曜日の13:30 - 14:25）。再開後は後述する同局の女性アナウンサーも出演していたが、2018年3月31日をもって最終回を迎えた。
番組タイトルロゴ名表記の色は『バックキングカム宮殿』。

## 出演者

### メイン
- 児嶋一哉（アンジャッシュ）
- 菊地亜美
- Momoka（ROSARIO+CROSS）

### アナウンサー
- 臼井佑奈（静岡第一テレビアナウンサー、2017年4月 - 12月）
- 垣内麻里亜（同上）
- 鳥越佳那（同上）

## テーマ曲
本番組メイン出演者であった児嶋・菊地・MOMOKAがユニット「バッキン隊」を組み、オリジナル曲『お姫様だっこ』（作詞・作曲：近藤薫、編曲：沢頭たかし）を制作・歌唱。2017年11月26日にMIUZIC EntertainmentよりCD発売され、1,000枚の限定生産で完売した。

## その他
- 番組終了前の2018年2月に菊地が結婚した際、児嶋がaesop（イソップ）のスキンケアセットをプレゼントしていた[7]。
- 本番組に出演したMomokaは2019年1月20日にROSARIO+CROSSを卒業。同日の卒業ライブには垣内アナと鳥越アナも観覧し、結成時からのメンバーであったMomokaの卒業を惜しんだ[8]。
- 本番組の公式ツイッターアカウントは、番組終了から3か月後の2018年7月に開始された『南海キャンディーズのジャブジョブ』へとリダイレクトされている[9]。